# Hans-Wolf von Schleinitz
Hans-Wolf von Schleinitz (* 28. November 1955 in Nürnberg) ist ein deutscher Sportfunktionär und seit 2024 Präsident des Bob- und Schlittenverbands für Deutschland.

## Leben
Von Schleinitz wuchs in Königssee auf und besuchte dort die Grundschule. Nach dem Erreichen der Fachhochschulreife (Technik) wurde er ins Gebirgsjägerbataillon 232 in Strub einberufen und verpflichtete sich auf zwei Jahre. Als Hauptmann der Reserve wurde er, nach diversen Wehrübungen, in den Ruhestand versetzt. Seine berufliche Heimat war zunächst das CJD Christophorusschulen Berchtesgaden, wo er als Erzieher u. a. bekannte Wintersportler betreute. Mit der Zusammenlegung der verschiedenen Dienstorte leitete er mehrere Jahre den Verbund Bayern des CJD, ehe er schließlich als Vorstand dieses Trägers nach Ebersbach an der Fils berufen wurde. Als Sprecher des Vorstandes ging er schließlich 2020 in Rente. Hans-Wolf von Schleinitz war verheiratet mit Ute Hankers. Aus dieser Ehe stammen drei Kinder. Sein Sohn Kilian von Schleinitz ist Skeletonpilot, ihre beiden anderen Kinder Julian von Schleinitz und Carolin von Schleinitz sind Rennrodler.
Bis 2025 war er ehrenamtlich Präsident des Bayerischen Bob- und Schlittensportverbandes.